# Ꜭ
Das Cuatrillo (Ꜭ, kleingeschrieben ꜭ) ist ein Buchstabe des lateinischen Schriftsystems. Der Buchstabe ähnelt in seinem Aussehen einer Ziffer 4 mit einem Haken unten. Der Buchstabe wurde von spanischen Missionaren in Lateinamerika zur Verschriftlichung der dortigen Maya-Sprachen eingeführt. Der Laut, den dieses Zeichen darstellt, wird von den Missionaren beschrieben als „ein getrillter Palatal, zwischen einem harten c und einem k“. Dieser Laut ist heute als velarer Ejektiv (IPA: /kʼ/) bekannt.
Eine Variante des Cuatrillo ist das Ꜯ, welches einen anderen Laut darstellt.

## Darstellung auf dem Computer
Unicode enthält das Cuatrillo an den Codepunkten U+A72C (Großbuchstabe) und U+A72D (Kleinbuchstabe).